# Oerjgrinder
Oerjgrinder es una banda belga de grindcore fundada en Kelmis, 2003.

## Historia
Oerjgrinder fue fundada en 2003 como una banda de grindcore. Mientras tanto fluir muchos estilos diferentes de música con una. grind y hardcore mezcla con elementos de los campos de la danza, el reggae, metal y muchos más.
Oerjgrinder se compone de exmiembros de las bandas de Nasty, Slam Coke y Punished Earth.

## Miembros
Miembros actuales
- Jorge "Oerjg" – voz, coros
- Fred "Doc" – voz
- Ludo "Krovx" – guitarra, bajo, coros, teclados, instrumentos folclóricos, flauta, programaciones
- Val – guitarra
- Earl – batéria

Antiguos miembros
- Seb – batéria
- Arnaud "Grinder" – bajo

## Discografía
Álbumes de estudio
- 2008 – Grind My Bitch Up
- 2008 – Baraki Dancecore
- 2009 – Euro Popersgrinder Vision 2046
- 2010 – Pig Dig Pick Nick
- 2011 – Grind from da Hood
- 2012 – Charts Attack

Demo
- 2003 – Parental Advisory Because This Is a Big Shit
- 2005 – Popol = Shit
- 2005 – Skull Head

Split
- 2008 – Destroying the Mainstream
- 2010 – Most Fucked Up Split Ever
- 2010 – The Bwittle